# Stadionul Krestovski
Stadionul Krestovski (în rusă Стадион «Крестовский») este un stadion de fotbal cu acoperiș retractabil și teren retractabil în orașul Sankt Petersburg pe Insula Krestovski din Federația Rusă. În conformitate cu decizia FIFA, stadionul a găzduit mai multe jocuri la Campionatul Mondial de Fotbal 2018 și este de asemenea, ca stadion al clubului de fotbal FC Zenit Sankt Petersburg. Stadionul are o capacitate de 68.134 de spectatori. Se va numi Saint Petersburg Stadium în timpul Cupei Confederațiilor FIFA 2017

## Istorie
Până în 2007 se afla în acest loc stadionul Kirov. Tribunele stadionului Kirov au fost amplasate pe pantele unei movile artificiale circulară în partea de vest a insulei Krestovski, pe coasta Golfului Finlandei. Construcția a început în 1932, proiectul inițial a fost proiectat de arhitectul Aleksandr Nikolski și atelierul său. În anii 1930 și 1940, construcția a fost axat în principal pe Groundworks pentru movilă artificială pe malul mării. Construcție a fost întreruptă de al doilea război mondial și asediul Leningradului, și a fost reluată în 1945, cu întoarcerea cetățenilor la Leningrad. Mii de recruți Roșii Armatei și Marinei Roșii au fost, de asemenea, ca forță de muncă mobilizați pentru construcții. Kirov stadion a fost demolat în septembrie 2006.
În 2007, câmpul gramada finalizat, dezmembrarea stadionului numit după SM Kirov și terasamentului complet finalizate. În vara anului 2007, prima piatră pusă. În ianuarie 2008, noul proiect stadion este finalizat. Concluzia trebuie să fie obținute de la Glavgosekspertizy până la sfârșitul lunii iulie 2008..
Potrivit lui Alexander Dyukova, președintele FC „Zenit”, din 25 aprilie 2008 lucrarea a fost făcută în această diagramă că stadionul a trebuit să fie pus în funcțiune încă din 2010. În luna mai 2008 a trebuit să fie completat de compensare site-ul pentru construcție, iar în iunie 2008 - prima piatră ceremonial stabilite

## Campionatul Mondial de fotbal 2018
| Data          | Ora | Echipa #1 | Rezultat | Echipa #2 | Faza               | Spectatori |
| ------------- | --- | --------- | -------- | --------- | ------------------ | ---------- |
| 15 iunie 2018 |     | B3        | –        | B4        | Grupa B            |            |
| 19 iunie 2018 |     | Rusia     | –        | A3        | Grupa A            |            |
| 22 iunie 2018 |     | E1        | –        | E3        | Grupa E            |            |
| 26 iunie 2018 |     | D4        | –        | D1        | Grupa D            |            |
| 3 iulie 2018  |     |           | –        |           | Optimi de finală   |            |
| 10 iulie 2018 |     |           | –        |           | Sferturi de finală |            |
| 14 iulie 2018 |     |           | –        |           | Semifinale         |            |